# Босуэлл-Сайм, Джон Томас
Джон То́мас Э́рвин Бо́суэлл-Сайм (англ. John Thomas Irvine Boswell-Syme; 1822—1888) — шотландский ботаник.

## Биография
Джон Томас Сайм родился в Эдинбурге 1 декабря 1822 года в семье ботанического иллюстратора Патрика Сайма, учителя рисования Чарльза Дарвина. С детства интересовался изучением растений. Некоторое время работал в железнодорожной службе Шотландии. В 1850 году избран куратором Эдинбургского ботанического общества, в 1851 году — членом Лондонского Линнеевского общества.
Впоследствии Джон Томас принял фамилию Босуэлл, получив известность как Босуэлл-Сайм. С 1854 по 1867 Босуэлл-Сайм преподавал ботанику в госпитале Черин-Кросс. С 1855 по 1867 работал профессором ботаники в Вестминстерском госпитале.
Сайм был редактором первых двенадцати томов третьего издания книги Джеймса Эдварда Смита English Botany (1863—1886), красочно иллюстрированной Джеймсом Сауэрби. Он сильно расширил описание папоротниковидных растений этой книги.
Джон Томас Босуэлл-Сайм скончался 31 января 1888 года.
Часть гербария Сайма, включавшая около 20 тысяч образцов растений Шотландии, была приобретена Фредериком Джэнсоном Хэнбери и впоследствии передана Британскому музею. Коллекции с других частей света приобрёл Джеймс Космо Мелвилл, передавшему их Манчестерскому университету.

## Некоторые научные работы
- Watson, H.C. The London Catalogue of British Plants. / ed. J.T. Syme. — Ed. 4, 5. — 1853, 1857.
- Smith, J.E. English botany. / ed. J.T. Syme. — Ed. 3. — 1863—1886. — Vols. 1—12.

## Род растений, названный в честь Дж. Т. Сайма
- Symea Baker, 1871 [= Solaria Phil., 1858]